# Morningside (Dakota del Sur)
Morningside es un lugar designado por el censo ubicado en el condado de Beadle en el estado estadounidense de Dakota del Sur. En el Censo de 2010 tenía una población de 105 habitantes y una densidad poblacional de 78,72 personas por km².

## Geografía
Morningside se encuentra ubicado en las coordenadas 44°21′59″N 98°11′1″O / 44.36639, -98.18361. Según la Oficina del Censo de los Estados Unidos, Morningside tiene una superficie total de 1.33 km², sin que discurra por la misma ningún curso acuático.

## Demografía
Según el censo de 2010, había 105 personas residiendo en Morningside. La densidad de población era de 78,72 hab./km². De los 105 habitantes, Morningside estaba compuesto por el 98.1% blancos, el 0% eran afroamericanos, el 0% eran amerindios, el 0% eran asiáticos, el 0% eran isleños del Pacífico, el 0% eran de otras razas y el 1.9% pertenecían a dos o más razas. Del total de la población el 15.24% eran hispanos o latinos de cualquier raza.